# Cistanche flava
Cistanche flava là loài thực vật có hoa thuộc họ Cỏ chổi. Loài này được (C.A.Mey.) Korsh. mô tả khoa học đầu tiên năm 1896.